# Grupno prvenstvo NP Osijek 1953./54.
Grupno prvenstvo Nogometnog podsaveza Osijek je predstavljalo najniži stupanj natjecanja u podsavezu. Prvenstvo je bilo podijeljeno u 5 grupa. Prvaci grupa su igrali kvalifikacije za ulazak u podsaveznu ligu.

## Tablice

### Grupa I
| Mj. | Klub                       | Sus. | Pobj. | Ner. | Por. | GR.   | Bod. |
| --- | -------------------------- | ---- | ----- | ---- | ---- | ----- | ---- |
| 1.  | NK Napredak Batina         | 8    | 5     | 2    | 1    | 19:11 | 12   |
| 2.  | NK Radnički Mirkovac       | 8    | 5     | 0    | 3    | 25:12 | 10   |
| 3.  | NK Lovac Zlatna Greda      | 8    | 3     | 2    | 3    | 13:18 | 8    |
| 4.  | NK Zmaj Zmajevac           | 8    | 3     | 1    | 4    | 16:18 | 7    |
| 5.  | NK Borac Kneževi Vinogradi | 8    | 1     | 1    | 6    | 5:19  | 3    |

### Grupa II
| Mj. | Klub                   | Sus. | Pobj. | Ner. | Por. | GR.  | Bod. |
| --- | ---------------------- | ---- | ----- | ---- | ---- | ---- | ---- |
| 1.  | NK Darda               | 6    | 4     | 2    | 0    | 18:5 | 10   |
| 2.  | NK Lastavica Brestovac | 6    | 3     | 3    | 0    | 22:6 | 9    |
| 3.  | NK Proleter Širine     | 6    | 2     | 1    | 3    | 9:15 | 5    |
| 4.  | NK Bratstvo Jagodnjak  | 6    | 0     | 0    | 6    | 2:25 | 0    |

### Grupa III
| Mj. | Klub                          | Sus. | Pobj. | Ner. | Por. | GR.   | Bod. |
| --- | ----------------------------- | ---- | ----- | ---- | ---- | ----- | ---- |
| 1.  | NK Bratstvo Tenjski Antunovac | 6    | 5     | 0    | 1    | 17:11 | 10   |
| 2.  | NK Drvodjelac Osijek          | 6    | 3     | 1    | 2    | 17:8  | 7    |
| 3.  | NK Bratstvo Osijek            | 6    | 3     | 1    | 2    | 15:12 | 7    |
| 4.  | NK Mladost Orlovnjak          | 6    | 0     | 0    | 6    | 2:25  | 0    |

### Grupa IV
| Mj. | Klub                    | Sus. | Pobj. | Ner. | Por. | GR.   | Bod. |
| --- | ----------------------- | ---- | ----- | ---- | ---- | ----- | ---- |
| 1.  | NK Omladinac Petrijevci | 8    | 6     | 1    | 1    | 27:9  | 13   |
| 2.  | ŠK Jovalija Valpovo     | 8    | 6     | 0    | 2    | 43:13 | 12   |
| 3.  | NK Papuk Orahovica      | 8    | 4     | 1    | 3    | 17:21 | 9    |
| 4.  | NK Željezničar Osijek   | 8    | 3     | 0    | 5    | 19:29 | 6    |
| 5.  | NK Mladost Bizovac      | 8    | 0     | 0    | 8    | 6:40  | 0    |

### Grupa V
| Mj. | Klub                | Sus. | Pobj. | Ner. | Por. | GR.   | Bod. |
| --- | ------------------- | ---- | ----- | ---- | ---- | ----- | ---- |
| 1.  | NK Sloga Pačetin    | 8    | 6     | 0    | 2    | 21:11 | 12   |
| 2.  | NK Bršadin          | 8    | 5     | 0    | 3    | 22:14 | 10   |
| 3.  | NK Sinđelić Trpinja | 8    | 3     | 2    | 3    | 10:13 | 8    |
| 4.  | NK Borac Bobota     | 8    | 2     | 3    | 3    | 14:14 | 7    |
| 5.  | NK Hajduk Tovarnik  | 8    | 1     | 1    | 6    | 8:23  | 3    |

## Kvalifikacije za ulazak u podsaveznu ligu
Pretkolo:
NK Darda - NK Napredak Batina 2:5
NK Napredak Batina - NK Darda 3:0
Polufinale:
NK Sloga Pačetin - NK Omladinac Petrijevci 1:2
NK Omladinac Petrijevci - NK Sloga Pačetin 2:1
NK Napredak Batina - NK Bratstvo Tenjski Antunovac 5:1
NK Bratstvo Tenjski Antunovac - NK Napredak Batina 4:1
Finale:
NK Omladinac Petrijevci - NK Napredak Batina 3:0
NK Napredak Batina - NK Omladinac Petrijevci 3:0
U viši rang se plasirao NK Napredak Batina.